# Myrioblephara brunnescens
Myrioblephara brunnescens là một loài bướm đêm trong họ Geometridae.